# Heggathur, Arkalgud
Heggathur là một làng thuộc tehsil Arkalgud, huyện Hassan, bang Karnataka, Ấn Độ.